# Дворец Острожских

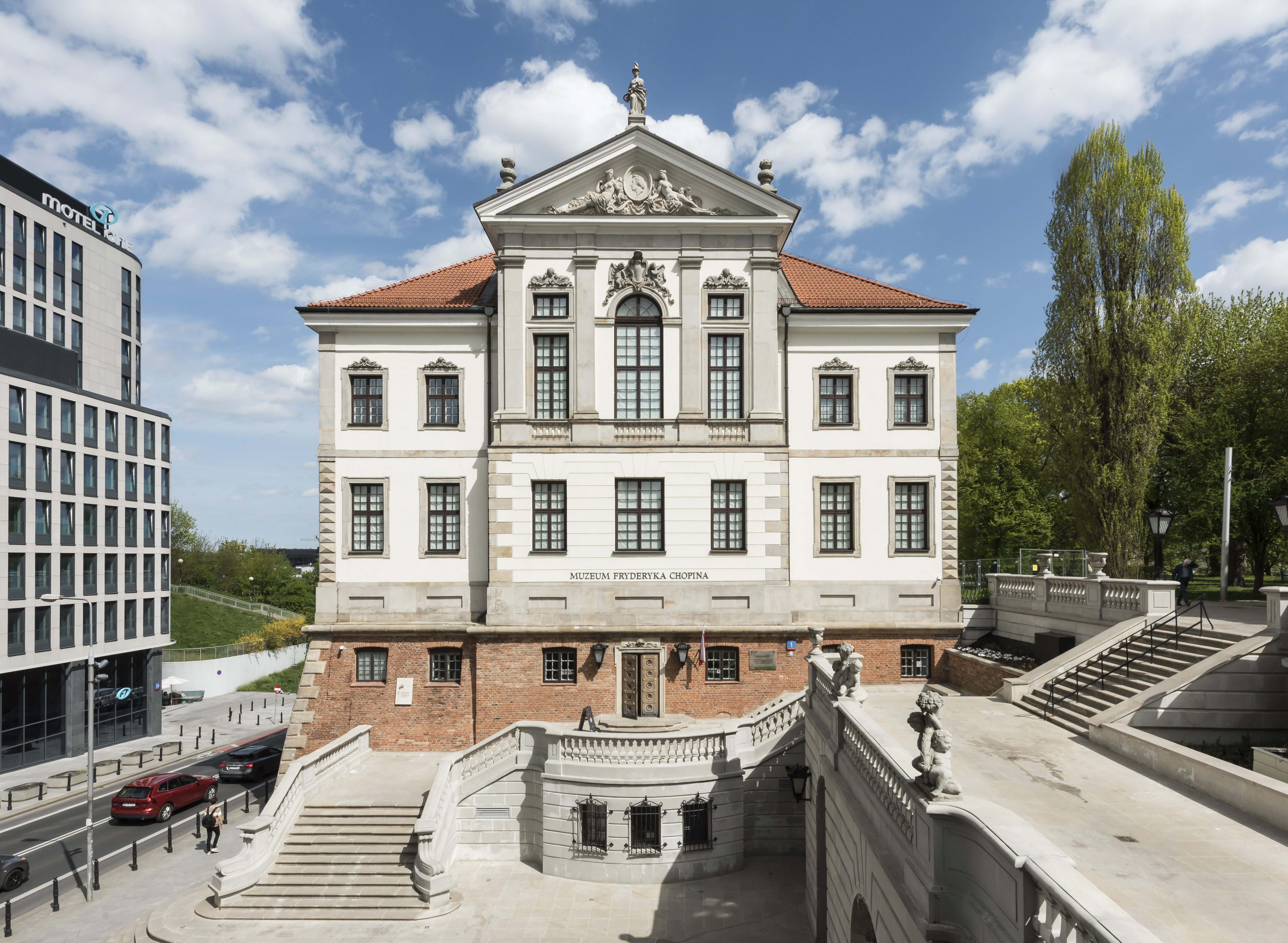
Дворец Острожских в Варшаве

Дворец Острожских — барочный особняк в Варшаве, в котором помещается Музыкальное общество им. Фредерика Шопена. Строительство варшавской резиденции задумал последний из западнорусских князей Острожских, Януш, принявший католичество (город Острог на Волыни). После его смерти в 1620 году на месте подготовленного им для замка возвышенного бастиона дипломат Ян Гнинский выстроил собственный особняк (арх. Тильман ван Гамерен). В 1725 году дворец приобрели Замойские.
В начале XIX века обветшавший дворец сдавался под квартиры, потом был приспособлен под военный госпиталь, пока его в 1859 году не выкупил Польский музыкальный институт. Именно в этом здании работали такие крупные музыканты, как Монюшко и Падеревский. Надстроив дворец ещё одним этажом, институт в 1913 году переехал в новое и более вместительное здание по соседству. Во время Второй мировой войны немцы разрушили дворец, но в 1949-54 гг. он был восстановлен из руин.

## См. также

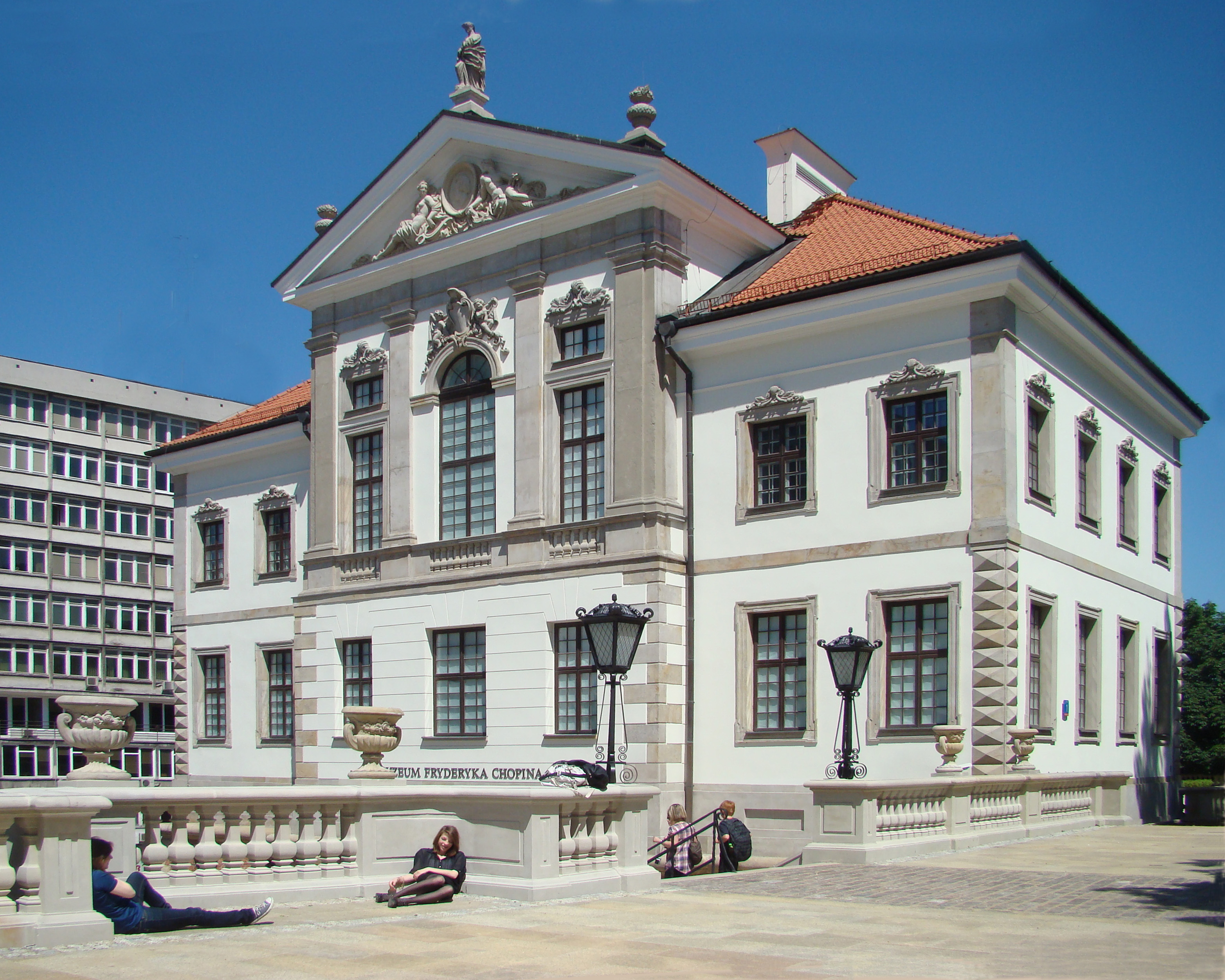
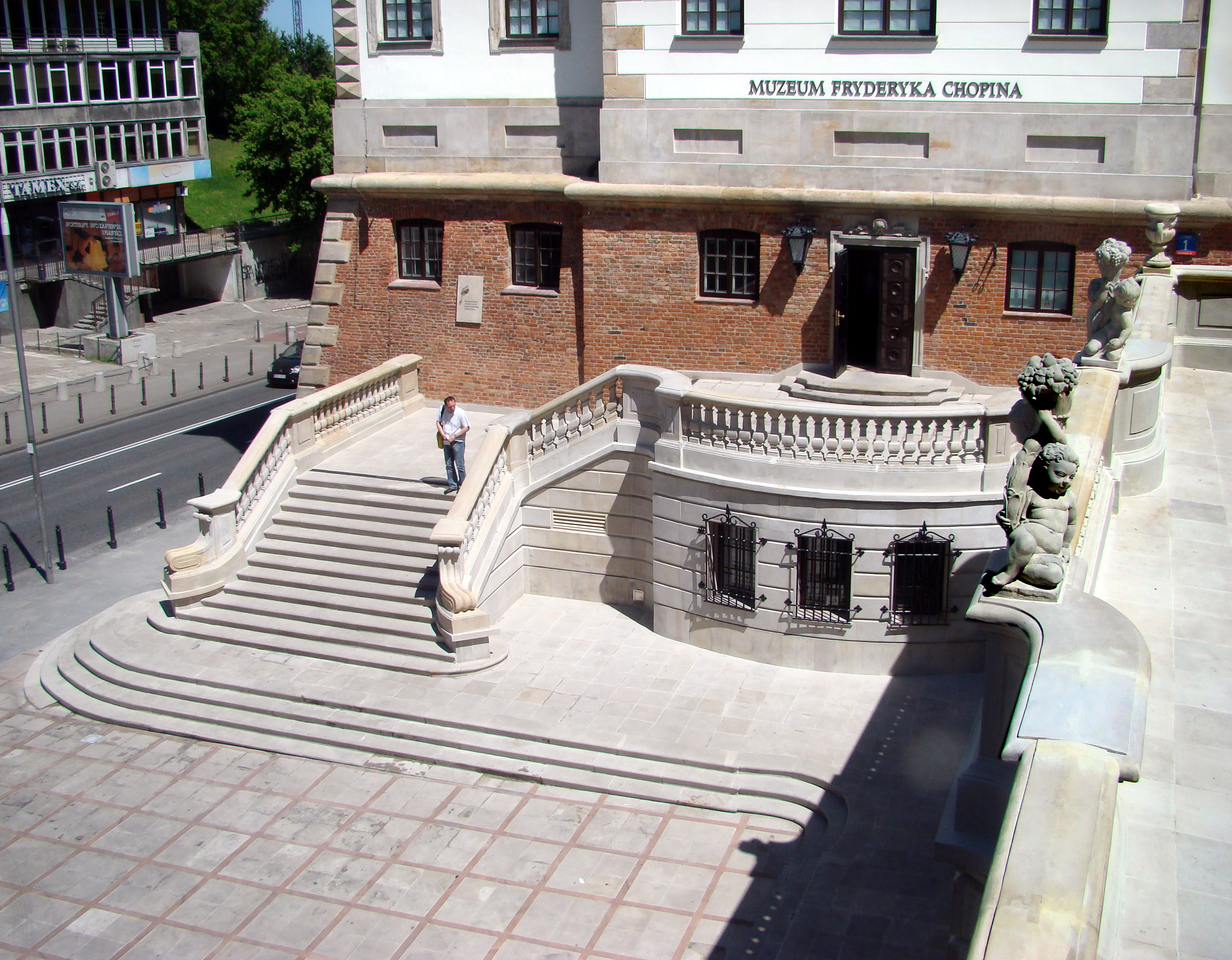
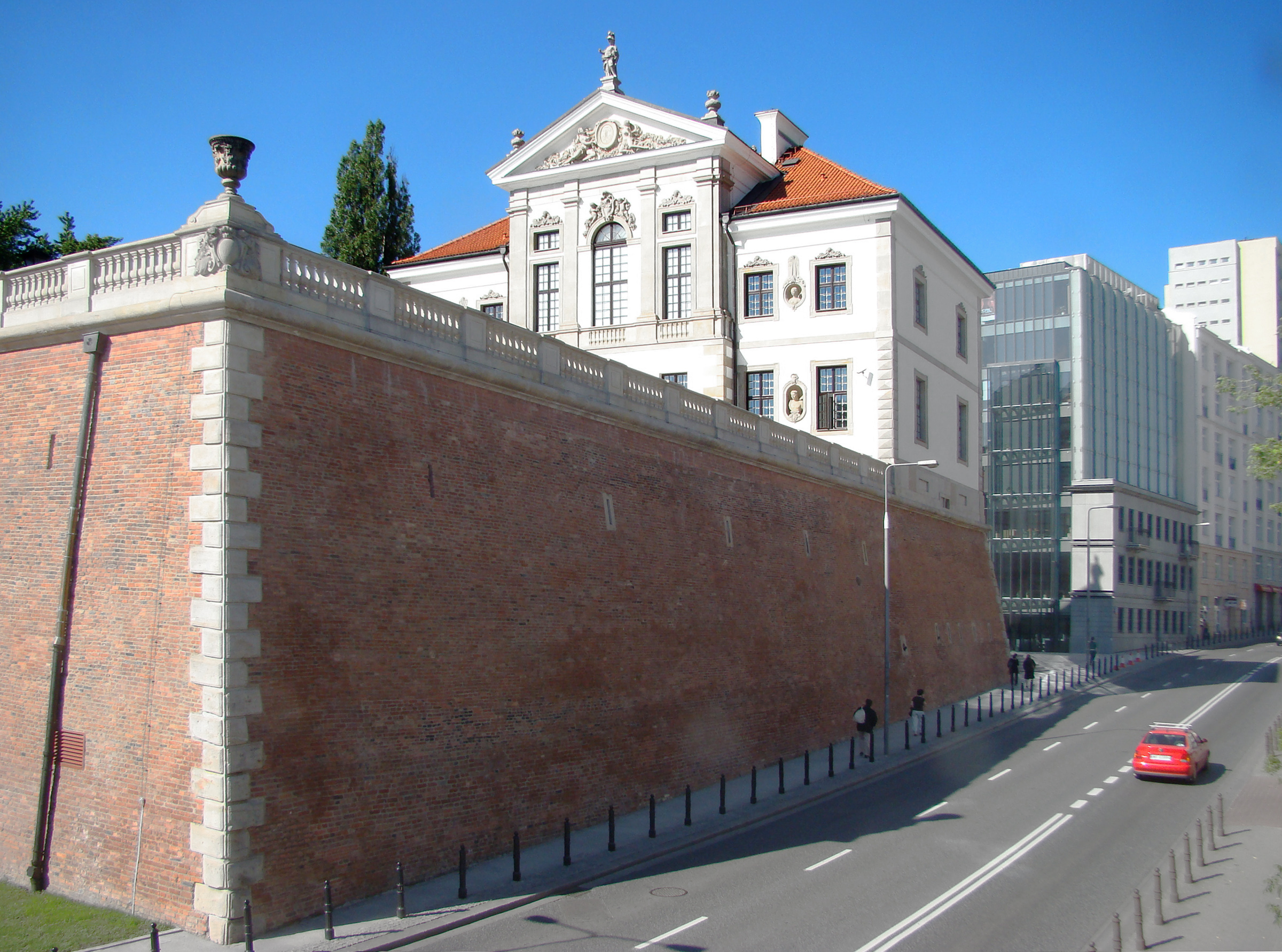
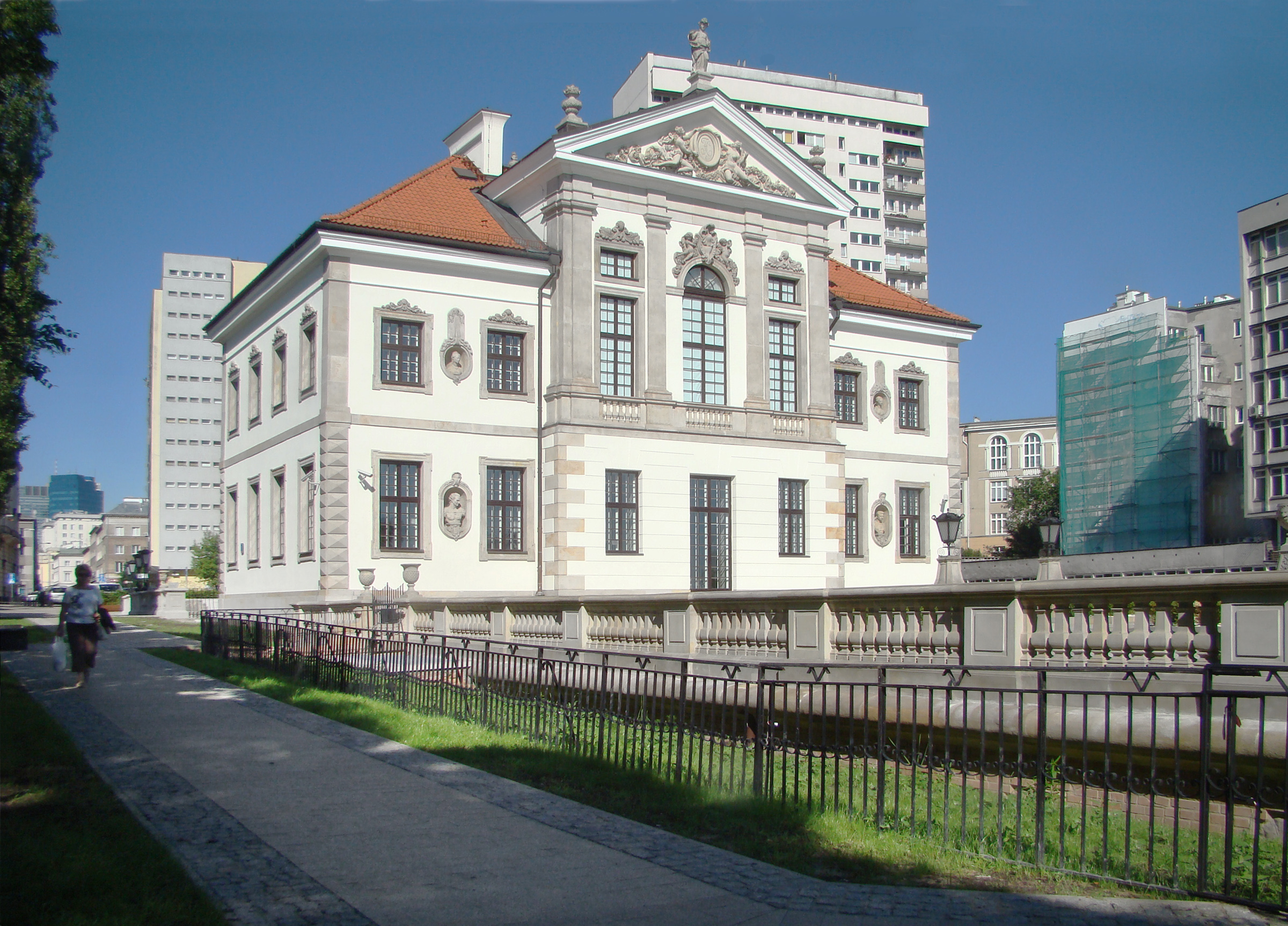